# Evangelické lyceum (Kežmarok)
Evangelické lyceum je historická pozdě barokní budova v Kežmarku ve Hviezdoslavově ulici. Zbudováno bylo v letech 1774–1776, avšak dnešní podobu získalo po dostavění prvního patra v roce 1820 a pak druhého v roce 1865. Národní kulturní památkou bylo prohlášeno 4. prosince 1981.

## Historie

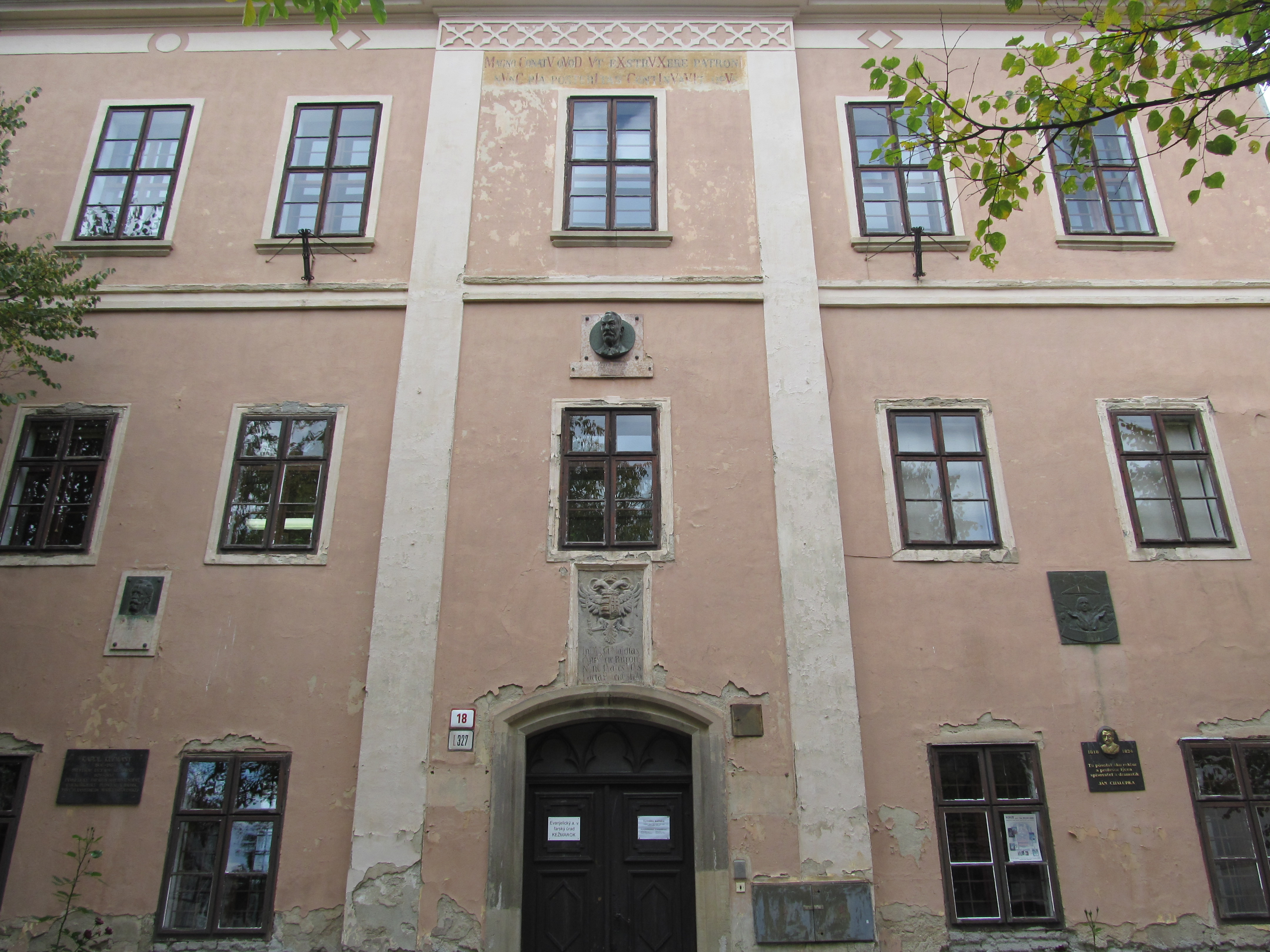
Průčelí budovy

- 1383–1392 – první zmínky o existenci kežmarské městské školy. První typ farní školy existoval již o 100 let dříve.
- 1531 – během reformace dostala škola během jednoho roku charakter protestantského gymnázia. První budova gymnázia stála u baziliky sv. Kříže a byla dřevěná.
- 1536 – vystavena kamenná budova
- Vystěhování školy za městské zdi, do hostince u Vyšné brány během protireformace, po určitý čas byla v sakristii dřevěného kostela
- 1774–1776 byla vybudována nová kamenná budova
- 1787–1852 vedle osmiletého gymnázia byly i akademické třídy s katedrou teologie filozofie a práva, škola se tím stala lyceem. Další lycea se na území dnešního Slovenska nacházela v Bratislavě, Banské Štiavnici, Levoči a Prešově – jejich absolvování bylo podmínkou pokračování v univerzitních studiích.
- 1852 – zrušení lyceálních tříd, čímž se škola stala opět gymnáziem s němčinou jako hlavním vyučovacím jazykem
- 1820 a 1865 – nástavbami prvního a druhého patra vstoupila budova dnešní vzhled.
- 1927/1928 – vznik paralelních tříd se slovenským využovacím jazykem.
- 1936 – osamostatnění se slovenských tříd, vytvoření československého gymnázia
- 1943/1944 – poslední školní rok existence tříd gymnázia vyučujících v německém jazyce.

Školní knihovna, která se rozrůstala po celou dobu existence lycea, byla zachována i do současných dob. Je jednou z největších historických školních knihoven ve střední Evropě. Nachází se v ní na 150 tisíc svazků knih, z toho 53 prvotisků vytištěných od vynalezení knihtisku v roce 1500. V evangelickém lyceu – Lycejní knihovně – je největší sbírka tisků ze 16. století na Slovensku, z něhož pochází až na 2600 knih. Také se v budově nachází farní úřad.

## Pedagogové a studenti

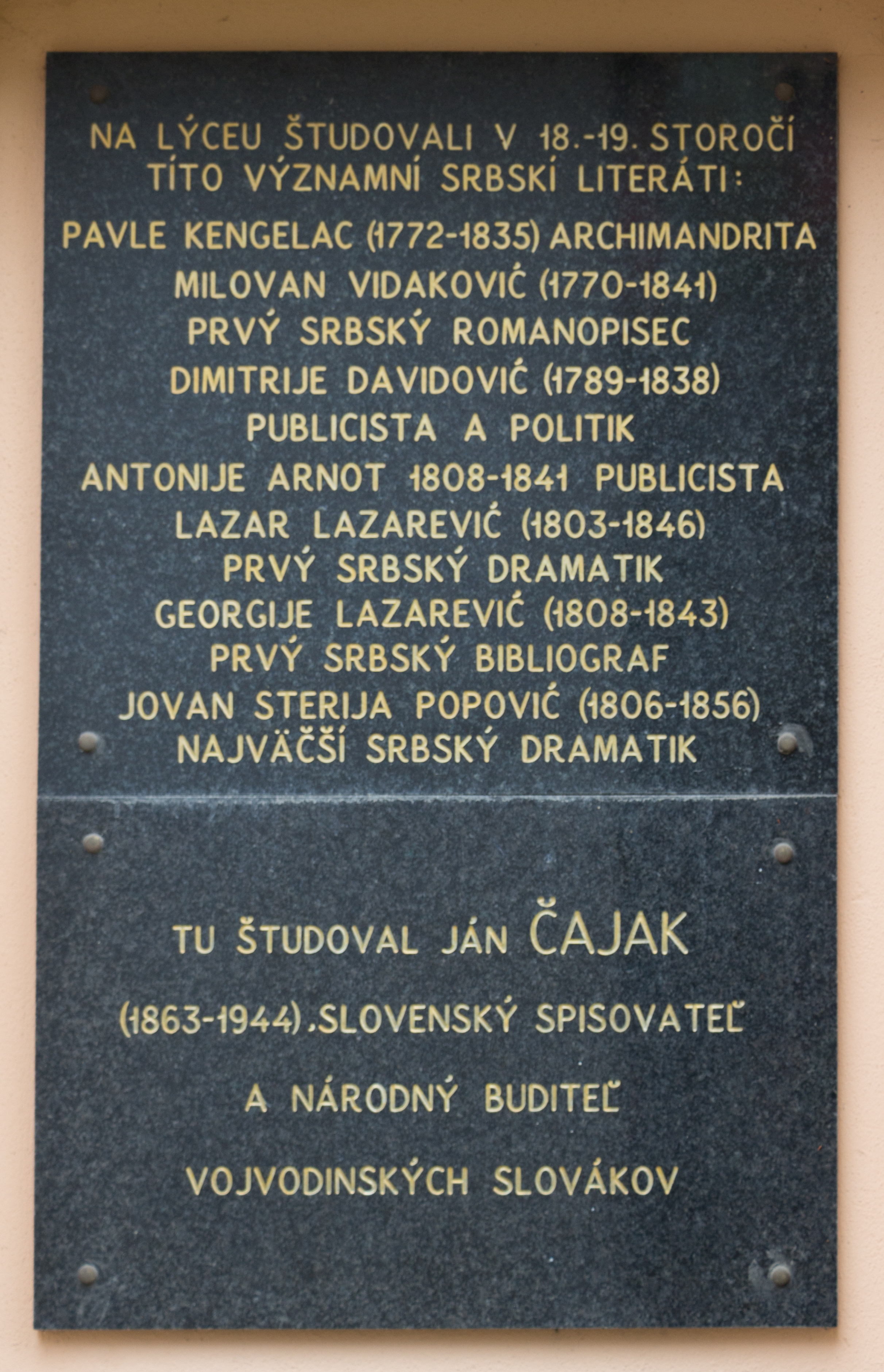
Pamětní deska na stěně lycea připomínající některé významné studenty

Díky kvalitnímu pedagogickému obsazení, náboženské a národnostní toleranci, navštěvovali Kežmarské lyceum studenti z celé střední Evropy bez rozdílu vyznání i národnosti. Na lyceu resp. gymnáziu studovali a působily mnohé významné slovenské, srbské, české, německé i maďarské osobnosti:
- Literáti: Július Barč-Ivan, Ján Čajak,  Ján Genersich, Pavol Országh Hviezdoslav, Ján Chalupka, Jur Janoška, Janko Jesenský, Václav Johannides, František Kaziczy, Pavle Kenđelac, Janko Kráľ, Martin Kukučín, Karol Kuzmány, Fridrich Lám, Daniel Lichard, Ernest Lindner, Ladislav Nádaši-Jégé, Pavol Neckár, Martin Rázus, Fridrich Scholcz, Jovan Sterija Popović, Ivan Stodola, Pavol Jozef Šafárik, Albert Škarvan, Samo Tomášik, Milovan Vidaković, Jonáš Záborský, Ctiboh Zoch
- Geografové, historici a jazykovědci: Juraj Bohuš, Juraj Buchholtz mladší, Samuel Czambel, Dávid Frolich, Kristián Genersich, Ján Hunfalvy, Pavol Hunfalvy, Tomáš Mauksch, Ján Mylius, Pavol Socháň
- Přírodovědci, chemici, fyzikové a matematici: Samuel Augustini ab Hortis, Ferdinand Filarszky, Fridrich Hazslinsky, Jur Hronec, Aurel Stodola
- Lékaři: Vojtech Alexander, Kristián Augutini ab Hortis, Daniel Fischer, Samuel Genersich, Ľudovít Markušovský, Ján Daniel Perlitzi
- Filozofové a ekonomové: Gregor Berzeviczy, Ján Feješ, Martin Schwartner, Leonard Stockel
- Malíři: Peter Bohúň, Ladislav Medňanský
- Vojáci: Artúr Görgey